# Xiomara Griffithová
Xiomara Yolanda Griffithová Mahónová (* 13. září 1969 Barquisimeto) je bývalá venezuelská zápasnice – judistka.

## Sportovní kariéra
Připravovala se v univerzitním klubu UCLA v Barquisimetu ve státě Lara pod vedením José Antonia Sanoji. Ve venezuelské ženské reprezentaci se pohybovala od konce osmdesátých let v polostřední váze do 61 kg. V roce 1992 se kvalifikovala na olympijské hry v Barceloně. V úvodním kole vyřadila na ippon technikou tani-otoši maďarskou naději Zsuzsu Nagyovou. Ve čtvrtfinále však nestačila na výborně připravenou Francouzku Catherine Fleuryovou, které podlehla v boji na zemi submisí. V následných opravách obsadila 7. místo.
V roce 1996 startovala na olympijských hrách v Atlantě. Ve druhém kole vyřadila Češku Michaelu Vernerovou na ippon strhem harai-makikomi z poloviny zápasu. Ve čtvrtfinále však byla nad její síla Belgičanka Gella Vandecaveyeová, která podlehla v boji na zemi submisí. V následných opravách obsadila 7. místo.
Od roku 1997 přestoupila do vyšší střední váhy do 70 (66) kg. V roce 2000 se kvalifikovala na své třetí olympijské hry v Sydney, kde vypadla v úvodním kole po boji na zemi (ne-waza) s Italkou Ylenií Scapinovou. Vzápětí ukončila sportovní kariéru. Věnuje se trenérské práci.

## Výsledky
| Turnaj                  | 1989 | 1990             | 1991             | 1992             | 1993             | 1994             | 1995             | 1996             | 1997         | 1998         | 1999         | 2000         |
| Turnaj                  | 20   | 21               | 22               | 23               | 24               | 25               | 26               | 27               | 28           | 29           | 30           | 31           |
| Turnaj                  |      | polostřední váha | polostřední váha | polostřední váha | polostřední váha | polostřední váha | polostřední váha | polostřední váha | střední váha | střední váha | střední váha | střední váha |
| ----------------------- | ---- | ---------------- | ---------------- | ---------------- | ---------------- | ---------------- | ---------------- | ---------------- | ------------ | ------------ | ------------ | ------------ |
| Olympijské hry          |      |                  |                  | 7.               |                  |                  |                  | 7.               |              |              |              | úč.          |
| Mistrovství světa       | —    |                  | úč.              |                  | —                |                  | úč.              |                  | úč.          |              | úč.          |              |
| Panamerické hry         |      |                  | 3.               |                  |                  |                  | 3.               |                  |              |              | 2.           |              |
| Panamerické mistrovství |      | 2.               |                  | 2.               |                  | ?                |                  | 3.               | —            | —            | 1.           | —            |
| Jihoamerické hry        |      | ?                |                  |                  |                  | ?                |                  |                  |              | ?            |              |              |
| Středoamerické a k. hry |      | 1.               |                  |                  | 1.               |                  |                  |                  |              | —            |              |              |
| Bolívarské hry          | 1.   |                  |                  |                  | 1.               |                  |                  |                  | —            |              |              |              |